# Área metropolitana de Córdoba (España)
El área metropolitana de Córdoba es un área metropolitana de Andalucía (España). Está compuesta, además de por la ciudad de Córdoba, por los municipios de Almodóvar del Río, Guadalcázar, La Carlota, Obejo, Villafranca de Córdoba, Villaharta y Villaviciosa de Córdoba, según el Plan de Ordenación del Territorio de la Aglomeración Urbana de Córdoba de la Consejería de Vivienda y Ordenación del Territorio de la Junta de Andalucía, contando así en 2022 con una población de 354.202 habitantes. y una superficie de aproximadamente 2333,77 km².
En mayo de 2009 se cerró la creación del consorcio de transportes que gestionará y adaptará todas las concesiones de líneas de autobús para uniformar tarifas, marquesinas y señalización, además de estudiar otras posibles opciones como el tren de cercanías.

## Municipios del área de Córdoba
Listado de los 8 municipios que pertenecen al área metropolitana de Córdoba, por orden alfabético, en el listado podemos ver la superficie que tiene  cada municipio y los habitantes que poseen referido al año 2024.
|                         | Municipio               | Superficie  | Población (2023) | Ayto. (2019) |
| ----------------------- | ----------------------- | ----------- | ---------------- | ------------ |
| Almodóvar del Río       | Almodóvar del Río       | 172,53 km²  | 7.995 hab.       | IU           |
| Córdoba                 | Córdoba                 | 1255,24 km² | 323.763 hab.     | PP           |
| Guadalcázar             | Guadalcázar             | 16,73 km²   | 1.533 hab.       | PSOE         |
| La Carlota              | La Carlota              | 78,97 km²   | 14.258 hab.      | PSOE         |
| Obejo                   | Obejo                   | 214,65 km²  | 2.076 hab.       | PP           |
| Villafranca de Córdoba  | Villafranca de Córdoba  | 58 km²      | 4.866 hab.       | PSOE         |
| Villaharta              | Villaharta              | 11,96 km²   | 648 hab.         | PSOE         |
| Villavisiosa de Córdoba | Villaviciosa de Córdoba | 468,75 km²  | 3.085 hab.       | PSOE         |
|                         | TOTAL                   | 2333,77 km² | 358.224 hab.     |              |

## Consorcio de Transporte Metropolitano del Área de Córdoba
El Consorcio de Transporte Metropolitano del Área de Córdoba es una entidad pública constituida en 2008 para crear y gestionar las infraestructuras y servicios de transporte en el área metropolitana de Córdoba (España). Tiene su sede ubicada en la estación de autobuses de Córdoba.
| Línea | Trayecto                                             | Operadora                                                 |
| ----- | ---------------------------------------------------- | --------------------------------------------------------- |
| M-110 | Córdoba - Villaviciosa de Córdoba                    | Auto Transportes Ureña                                    |
| M-140 | Córdoba - Cordobesas                                 | Hermanos Alcaide Pérez                                    |
| M-211 | Córdoba - Villaharta (empalme) - Villaharta (pueblo) | Autotransportes San Sebastián, Auto Transportes Ureña, SA |
| M-220 | Córdoba - Villa del Río                              | Rafael Ramírez SL                                         |
| M-221 | Córdoba - Villafranca de Córdoba                     | Auto Transportes Ureña, SA                                |
| M-230 | Córdoba - Baena                                      | Empresa Carrera                                           |
| M-241 | Córdoba - Fuencubierta (La Carlota)                  | Autocares Flores Hermanos SL                              |
| M-242 | Córdoba - Montemayor                                 | Empresa Carrera                                           |
| M-243 | Córdoba - La Guijarrosa                              | Empresa Carrera                                           |
| M-250 | Córdoba - Posadas                                    | Autotransportes San Sebastián                             |

## Carreteras
Las autovías que discurren por el área metropolitana de Córdoba son:

- La   (Autovía del Sur).
- La  (Autovía de Málaga).
- La  N-432  (Badajoz - Córdoba - Granada).
- La  N-331  (Córdoba - Málaga).
- La  N-437  (Córdoba -  Aeropuerto de Córdoba).

Además están en proyecto o construcción las siguientes autovías:
- La   (Badajoz - Córdoba - Granada).

Las carreteras autonómicas que discurren por el área metropolitana de Córdoba son:

- La  A-421  (Villanueva de Córdoba - Villafranca de Córdoba).
- La  A-386  (Sevilla - Córdoba).
- La  A-3100  (Villaharta - Obejo).
- La  A-3052  (Aldea Quintana (Término de La Carlota) - La Victoria).
- La  A-445  (Posadas - La Carlota).
- La  A-440  (La Carlota - Fuente Palmera - Palma del Río).

Las carreteras comarcales que discurren por el área metropolitana de Córdoba son:

- La  CO-3405  (Villaviciosa de Córdoba - Córdoba).
- La  CO-3103  (Alcolea - Villafranca de Córdoba).